# Parafia Matki Bożej Królowej Świata w Kisielicach
Parafia Matki Bożej Królowej Świata w Kisielicach – parafia rzymskokatolicka należąca do dekanatu Susz diecezji elbląskiej.
Parafia została erygowana w 1293.
Kościół został wybudowany w 1331 roku.
Spalony po II wojnie światowej i odbudowany na przełomie lat 50. i 60. XX w.
Obecnie w Kościele znajdują się jedyne w okolicy święte relikwie. Relikwie św. Wincentego Pallottiego zostały wprowadzone do kościoła w dniu wspomnienia świętego 22 stycznia 2011 roku.